# Skeletons from the Closet: The Best of Grateful Dead
Skeletons from the Closet: The Best of Grateful Dead es un álbum recopilatorio de la banda de rock estadounidense Grateful Dead. Fue lanzado en febrero de 1974. Contiene canciones desde el primer álbum de la banda, The Grateful Dead de 1967, hasta Europe '72 de 1972.

## Lista de canciones

### Lado Uno
1. "The Golden Road (To Unlimited Devotion)" (Jerry García, Bill Kreutzmann, Phil Lesh, Ron "Pigpen" McKernan, Bob Weir) – 2:07
2. "Truckin'" (García, Lesh, Weir, Robert Hunter) – 5:09
3. "Rosemary" (García, Hunter) – 1:58
4. "Sugar Magnolia" (Weir, Hunter) – 3:15
5. "St. Stephen" (García, Lesh, Hunter) – 4:26
6. "Uncle John's Band" (García, Hunter) – 4:42

### Lado Dos
1. "Casey Jones" (García, Hunter) – 4:24
2. "Mexicali Blues" (Weir, John Perry Barlow]) – 3:24
3. "Turn On Your Love Light" (Deadric Malone, Joseph Scott) – 6:30 / 15:08
4. "One More Saturday Night" (Weir) – 4:45
5. "Friend of the Devil" (García, John Dawson, Hunter) – 3:20

## Personal
- Jerry García – guitarra, vpoz
- Bob Weir – guitarra, voz
- Ron "Pigpen" McKernan – teclados
- Phil Lesh – bajo, voz
- Bill Kreutzmann – batería
- Mickey Hart – batería
- Tom Constanten – teclados
- Keith Godchaux – teclados
- Donna Jean Godchaux – voz, coros